# Mười đòn đánh của Stalin

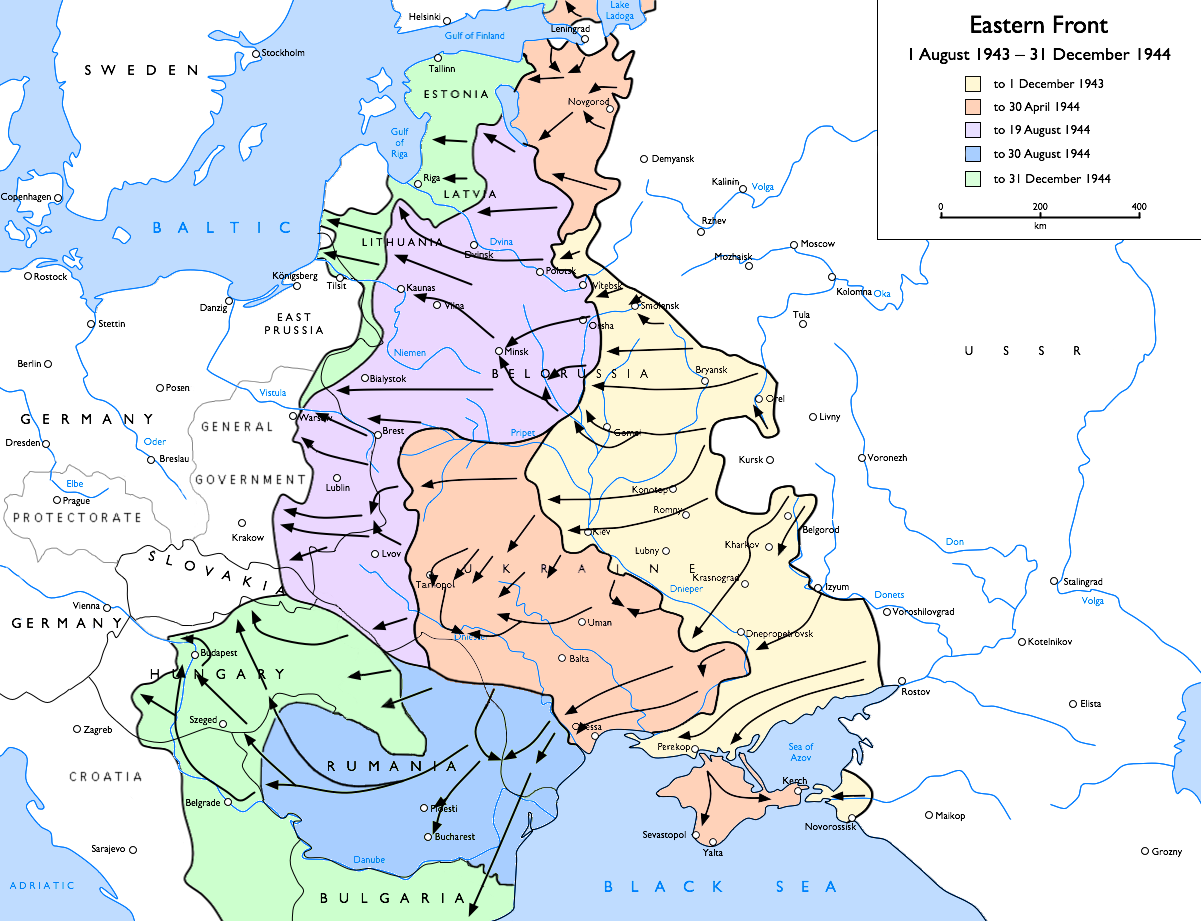
Bước tiến của Liên Xô từ tháng 8 năm 1943 đến tháng 12 năm 1944

Trong lịch sử Liên Xô, Mười đòn đánh của Stalin là mười cuộc tấn công chiến lược thành công do Hồng quân tiến hành vào năm 1944 trong Thế chiến thứ hai. Các cuộc tấn công của Liên Xô đã đẩy quân Trục ra khỏi lãnh thổ Liên Xô và dẫn đến sự sụp đổ của Đức Quốc xã.

## Bối cảnh
Sau sự sụp đổ của Tập đoàn quân số 6 của Đức tại Stalingrad, các cuộc phản công của Liên Xô và Trận Kursk sau đó vào năm 1943, rõ ràng là cục diện chiến tranh đang xoay chuyển chống lại Đức. Các lực lượng Liên Xô, tất cả dọc theo mặt trận, tiếp cận biên giới trước chiến tranh. Một phần là do Chỉ thị số 51 của Quốc trưởng, trong đó tập hợp tất cả nhân lực và vật liệu mới đến Mặt trận phía Tây, để đáp ứng Cuộc xâm lược dự kiến của Đồng minh, được ban hành vào ngày 3 tháng 11 năm 1943, lực lượng Trục dọc theo Mặt trận phía Đông được trang bị thiếu thốn nghiêm trọng so với các đối thủ Liên Xô của họ. Quân tiếp viện rất hiếm, và lực lượng dự trữ bị kéo mỏng. Mặc dù trong chỉ thị này, Hitler ngụ ý rằng ông ta có thể sẵn sàng cho phép rút lui, nhưng điều này đã được chứng minh là sai. Điều này, kết hợp với việc Hitler kiên quyết giữ vững lãnh thổ đã chiếm được bằng mọi giá, khiến cho những chiến thắng của Liên Xô vào năm 1944 gần như có thể đoán trước. 
|                  | Xô Viết   | Trục      |
| ---------------- | --------- | --------- |
| Binh lực         | 6.500.000 | 4.300.000 |
| Xe tăng          | 5.600     | 2.300     |
| Pháo và súng cối | 90.000    | 54.000    |
| Máy bay          | 8.800     | 3.000     |

## Các chiến dịch thành phần
1. Chiến dịch Leningrad – Novgorod (14 tháng 1 - 1 tháng 3 năm 1944). Phương diện quân Leningrad và Phương diện quân Volkhov.
2. Chiến dịch tấn công hữu ngạn Dnepr (24 tháng 12 năm 1943 - 17 tháng 4 năm 1944).  Chiến dịch này được tiến hành bởi các Phương diện quân Ukraina 1, 2, 3 và 4, và các Phương diện quân Byelorussia 1 và 2.
3. Cuộc tấn công Odessa (26 tháng 3 năm 1944 - 14 tháng 4 năm 1944).Chiến dịch này được tiến hành bởi Phương diện quân Ukraina 4.
4. Chiến dịch Vyborg – Petrozavodsk (9 tháng 6 - 9 tháng 8 năm 1944). Chiến dịch này được tiến hành bởi Phương diện quân Leningrad và Phương diện quân Karelia. Ngày 19 tháng 9 năm 1944, Phần Lan chấp nhận các điều kiện hòa bình của Liên Xô và rời khỏi chiến tranh.
5. Chiến dịch Bagration (22 tháng 6 - 19 tháng 8 năm 1944). Chiến dịch này được tiến hành bởi Phương diện quân Baltic 1, Phương diện quân Byelorussia 1, 2 và 3, Phương diện quân Ukraina 1.
6. Chiến dịch Lvov – Sandomierz (13 tháng 7 - 29 tháng 8 năm 1944).  Chiến dịch này được tiến hành bởi Phương diện quân Ukraina 1.
7. Chiến dịch Yasy – Kishinev (19 tháng 8 - 14 tháng 10 năm 1944).Chiến dịch này được tiến hành bởi Phương diện quân Ukraina 2 và 3.
8. Cuộc tấn công Baltic (14 tháng 9 - 20 tháng 11 năm 1944). Phương diện quân Leningrad và các Phương diện quân Baltic 1, 2 và 3 đã thực hiện cuộc tấn công này.
9. Cuộc tấn công Đông Carpathian (8 tháng 9 năm 1944 - 28 tháng 9 năm 1944), Cuộc tấn công Budapest (29 tháng 10 năm 1944 - 13 tháng 2 năm 1945), và cuộc tấn công Belgrade (14 tháng 9 năm 1944 - 24 tháng 11 năm 1944). Đây là trận cuối cùng trong các cuộc tấn công năm 1944. Chiến dịch này được tiến hành bởi các Phương diện quân Ukraina 1, 2, 3 và 4.
10. Cuộc tấn công Petsamo – Kirkenes (7–29 tháng 10 năm 1944). Đây là chiến dịch quân sự quy mô lớn đầu tiên và duy nhất ở Bắc Cực  bắt đầu sau khi quân Đức không sơ tán khỏi lãnh thổ Phần Lan vào ngày 15 tháng 9, như quy định trong các điều khoản của Hiệp định đình chiến ở Moskva. Chiến dịch này được tiến hành bởi  Phương diện quân Karelia, với sự hỗ trợ của lực lượng hải quân Liên Xô (Hạm đội phương Bắc).